# U字工事5ミニッツパフォーマンス
U字工事5ミニッツ・パフォーマンス（ゆうじこうじファイブミニッツ・パフォーマンス）とは、2009年からBSフジ・ポニーキャニオンの共同制作により、BSフジで放送されていたバラエティ番組である。
2009年12月6日から、毎週日曜日 23：55～24:00(JST)に放送された。
再放送は、毎週土曜日の25:55~26:00だった。

## 放送リスト
1. 『ミーティング』
2. 『かんぴょう』
3. 『ネタ作り』
4. 『教習所』
5. 『事務所の先輩』
6. 『飲酒検問』
7. 『田舎に泊まりたい』
8. 『高校受験』
9. 『引っ越し』
10. 『キャバクラ』